# Donato Oliverio

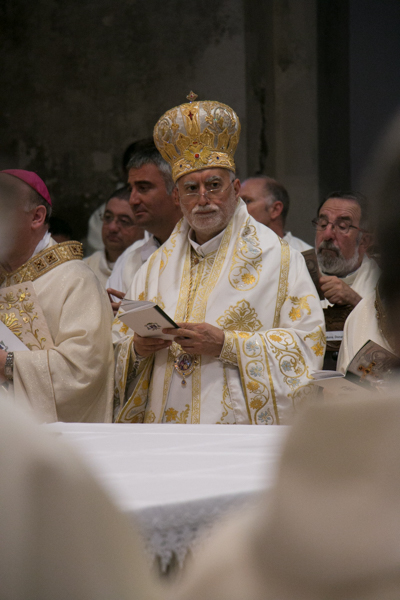
Donato Oliverio

Donato Oliverio (* 5. März 1956 in Cosenza) ist ein italienischer Geistlicher der Italo-albanischen Kirche und Bischof der Eparchie Lungro.

## Leben
Der italo-albanische Bischof von Lungro, Giovanni Stamati, weihte ihn am 17. Oktober 1982 zum Priester.
Papst Benedikt XVI. ernannte ihn am 12. Mai 2012 zum Bischof von Lungro. Der Altbischof von Lungro, Ercole Lupinacci, spendete ihm am 1. Juli desselben Jahres die Bischofsweihe; Mitkonsekratoren waren Cyril Vasiľ SJ, Sekretär der Kongregation für die orientalischen Kirchen, und Salvatore Nunnari, Erzbischof von Cosenza-Bisignano. 